# Léonce aime les Belges

Léonce aime les Belges est un court métrage muet français réalisé par Léonce Perret, sorti en 1915.

## Fiche technique
Source IMDb
- Titre : Léonce aime les Belges
- Réalisation : Léonce Perret
- Société de production : Société des Établissements L. Gaumont
- Pays d'origine :  France
- Format : Noir et blanc — 35 mm — 1,33:1 — Muet
- Genre : Comédie
- Dates de sortie :
  - France : 1er avril 1915

## Distribution
Source IMDb
- Léonce Perret : Léonce